# Гераниевое масло
Гера́невое или гера́ниевое ма́сло — эфирное масло с приятным запахом, содержащееся в листьях пеларгонии (герани) (выход 0,15—0,2 %). В его состав входят цитронеллол, гераниол, линалоол, ментол и др. компоненты — ЛАВ.

## Производство
Герань имеет несколько хемотипов, довольно сильно различающихся по химическому составу эфирного масла. Её культивируют во многих местах, в том числе на Кавказе, в Крыму, преимущественно для получения эфирного масла, перегонка производится преимущественно из свежего сырья, на небольших установках, расположенных недалеко от места сбора.
Эфирное масло получают паровой перегонкой зелёной части растения. Источником гераниевого масла может служить несколько видов рода Pelargonium
- Особенно широко используют следующие виды и сорта:
  - Герань садовая (P. graveolens Ait., P. terebinthinaceum Cav.), выход эфирного масла 0,2 %
  - Герань розовая (P. roseum Willd.), гибридная форма, выход масла 0.1-0.15 %

## Применение
- Эфирное масло герани широко применяется в парфюмерии.
- Как успокаивающее средство используется в ароматерапии.

Согласно выводам группы индийских учёных, проводивших исследование на животных, результаты этого исследования позволяют предполагать, что эфирное масло герани обладает антидепрессивным потенциалом.

## Свойства эфирного масла герани
Существует множество сортов этого эфирного масла.

### Физико-химические характеристики
Гераниевое масло — жидкость жёлтого, или жёлто-зелёного цвета, обладающая специфическим запахом герани, с оттенками розы и мяты. Основные компоненты — цитронеллол, гераниол, нерол, линалоол, альфа-терпинеол, розеноксид.
Температура вспышки 115 °C.

### Качество эфирного маслагерани
Его относительно редко фальсифицируют, так как масло это не слишком дорогое. Однако на рынке СНГ количество фальсифицированных масел по-прежнему велико, можно столкнуться с добавками гераниола, жирных масел, синтетических растворителей и др. веществ.

### Безопасность
Гераниевое масло в виде 2 % раствора в петролатуме не раздражает кожу, нетоксично, и не оказывает фототоксического действия.